# Needles and Pins
Needles and Pins je píseň, kterou vytvořili Jack Nitzsche a Sonny Bono, poprvé ji nahrála Jackie DeShannon. Interprety dalších významných verzí byli The Searchers, Cher, Tom Petty and the Heartbreakers a Stevie Nicks, Willie DeVille, Gary Lewis & the Playboys, Smokie, The Turtles a Ramones.

## Verze Jackie DeShannon (1963)
Píseň byla poprvé nahrána americkou zpěvačkou Jackie DeShannon roku 1963, v USA se dostala nejvýše na 84. místo hitparády U.S. Billboard Hot 100 v květnu tohoto roku. V Kanadě se píseň objevila v témže roce na první příčce v žebříčku CHUM Chart.

## Verze The Searchers (1964)
The Searchers slyšeli britského zpěváka Cliffa Bennetta zpívat „Needles and Pins“ v klubu v Hamburku a ihned chtěli, aby to byl jejich nový singl, ten byl vydán vydavatelstvím Pye Records v únoru 1964. Dostal se na první místo hitparád ve Spojeném království, Irsku a Jihoafrické republice a na 13. pozici v USA. Brzy poté, v dubnu 1964 se píseň objevila na jejich novém albu It's The Searchers.

## Verze Smokie (1977)
V roce 1977, na vrcholu popularity, vydala britská rocková skupina Smokie svou verzi písně jako rockovou baladu na albu Bright Lights & Back Alleys. Píseň se v několika evropských hitparádách dostala na první místo.

## Verze Ramones (1978)
Ramones nahráli Needles and Pins na album z roku 1978 Road to Ruin.

## Verze Toma Pettyho a The Heartbreakers (1985)
Tom Petty and the Heartbreakers vydali roku 1985 album Pack Up the Plantation: Live!, kde zpěvák a textař ze skupiny Fleetwood Mac Stevie Nicks s Tomem Pettym nazpívali Neeedles and Pins.

## České coververze
- Pod názvem „Mýdlový princ“ s textem Eduarda Krečmara ji v roce 1980 nazpíval Václav Neckář
  - Tato verze se stala titulní písní v muzikálu „Mýdlový princ“ libretisty Radka Balaše. Na albu s výběrem písní z tohoto muzikálu ji zpívá Petr Janda.
- Pod názvem „Účet a cink“ s textem Ivana Rösslera ji v roce 1999 natočila skupina Argema